# Bruno Valdez
Bruno Amílcar Valdez (Fernando de la Mora, 6 de outubro de 1992) é um futebolista paraguaio que atua como zagueiro. Atualmente defende o Cerro Porteño.

## Títulos
Cerro Porteño
- Primera División: Apertura 2015

América
- Liga MX: Apertura 2018
- Copa México: Clausura 2019
- Campeón de Campeones: 2019

Boca Juniors
- Supercopa Argentina: 2022